# Antonio de la Cruz Estigarribia
Antonio de la Cruz Estigarribia (Yaguarón, 1825, República del Paraguay - Porto Alegre, circa 1870, Imperio del Brasil) fue un militar paraguayo con destacada participación en la guerra de la Triple Alianza,luchando las primeras batallas y campañas del conflicto.

## Biografía
Estigarribia siguió la carrera de las armas y en octubre de 1853 fue designado Comandante del Cuartel de Caballería.
Sirvió como ayudante de Francisco Solano López en la mediación que ensayó en 1859 entre el Estado de Buenos Aires y la Confederación Argentina. Promovido al grado de teniente coronel por iniciativa de Solano López, recibió el mando de una división paraguaya y al estallar en 1864 la guerra contra el Imperio del Brasil, que devendría en guerra contra la Triple Alianza, Estigarribia era considerado uno de los oficiales más respetados en el ejército paraguayo.

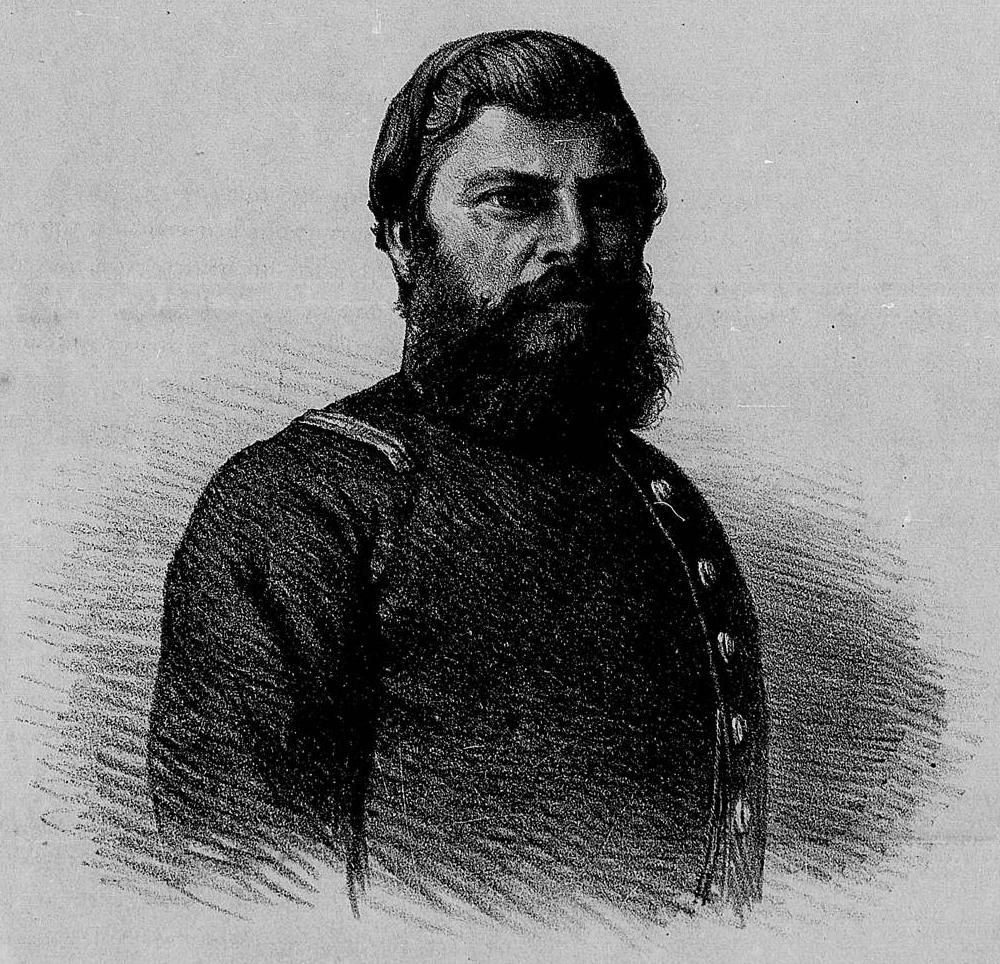
El Teniente Coronel Estigarribia.

Ocupada la ciudad de Corrientes, Antonio "Lacú" Estigarribia avanzó desde Encarnación al mando de su división, unos 12 000 hombres, y tras ocupar Santo Tomé dividió sus fuerzas: con su columna cruzó el río Uruguay, ocupó San Francisco de Borja el 12 de junio de 1865, y avanzó hasta ocupar el 5 de agosto Uruguayana, en territorio brasileño, mientras que una segunda columna, 3 000 hombres al mando del mayor Pedro Duarte, ocuparon Paso de los Libres, en el lado correntino del río.
El comandante en jefe aliado Bartolomé Mitre avanzó desde Concordia con un ejército con contingentes argentinos (Wenceslao Paunero), uruguayos (Venancio Flores) y brasileños.
Duarte consideraba que podía vencer a Flores antes de que se le uniera la división de Paunero y pidió a Estigarribia refuerzos para intentar un ataque pero recibió por toda respuesta: «Dígale al mayor Duarte que si está con el ánimo caído venga a hacerse cargo de la fuerza de Uruguayana, que yo iré a librar la batalla.» Tampoco Solano López envió los refuerzos solicitados y el ejército aliado derrotó finalmente a la división de Duarte en la batalla de Yatay con lo que Estigarribia quedó aislado.
Seguidamente se inició el sitio de la división de Estigarribia en Uruguayana. 
El 19 de agosto Flores envió a Estigarribia una intimación a rendirse afirmando que «Los aliados no hacen la guerra a los paraguayos, sino al tirano López que los gobierna y los trata como esclavos; nuestro propósito es darles la libertad e instituciones, dándoles un gobierno por libre elección.»

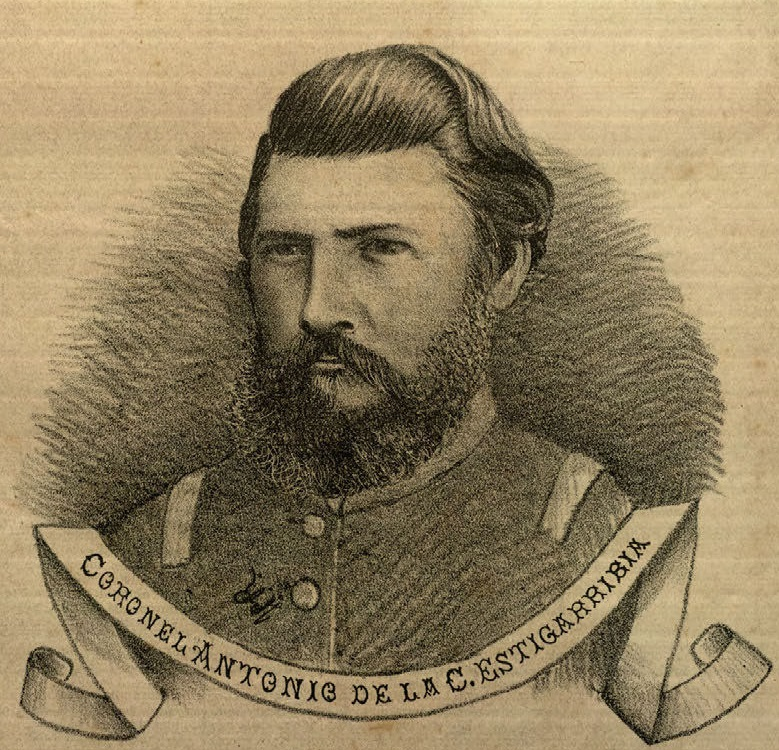
Antonio de la C. Estigarribia.

Estigarribia respondió a Flores que «…como militar, como paraguayo y como soldado que defiende la causa de las instituciones e independencia de su patria, rechazo la oferta de V. E. Los jefes, oficiales y soldados de División son del mismo parecer, y están todos dispuestos a sucumbir antes que aceptar una proposición que deshonraría y llenaría de eterna infamia el nombre del soldado paraguayo.»
y a una intimación similar del comandante brasileño contestó que «…si las fuerzas de que dispone V. E. son tan numerosas como asegura, venga y entonces sabrá lo que debe esperar el Imperio del Brasil y sus aliados del soldado paraguayo, que sabe morir gloriosamente cerca de su bandera, pero no rendirse.»
Estigarribia rechazó altivamente dos nuevas intimaciones, llegando a compararse con el rey de Esparta Leónidas I, que murió combatiendo en la batalla de las Termópilas. Pero a principios de septiembre la situación se tornaba desesperada por la falta de alimentos y cuando el comandante de la división paraguaya del ejército aliado le escribió rechazando el cargo de traición a la patria y acusando a López de traicionar a su patria por llevar adelante una política opresiva hacia su pueblo, Estigarribia respondió «…compañeros, yo les contestaré más tarde. Tengo que consultar a los míos, cuyas opiniones están divididas.»

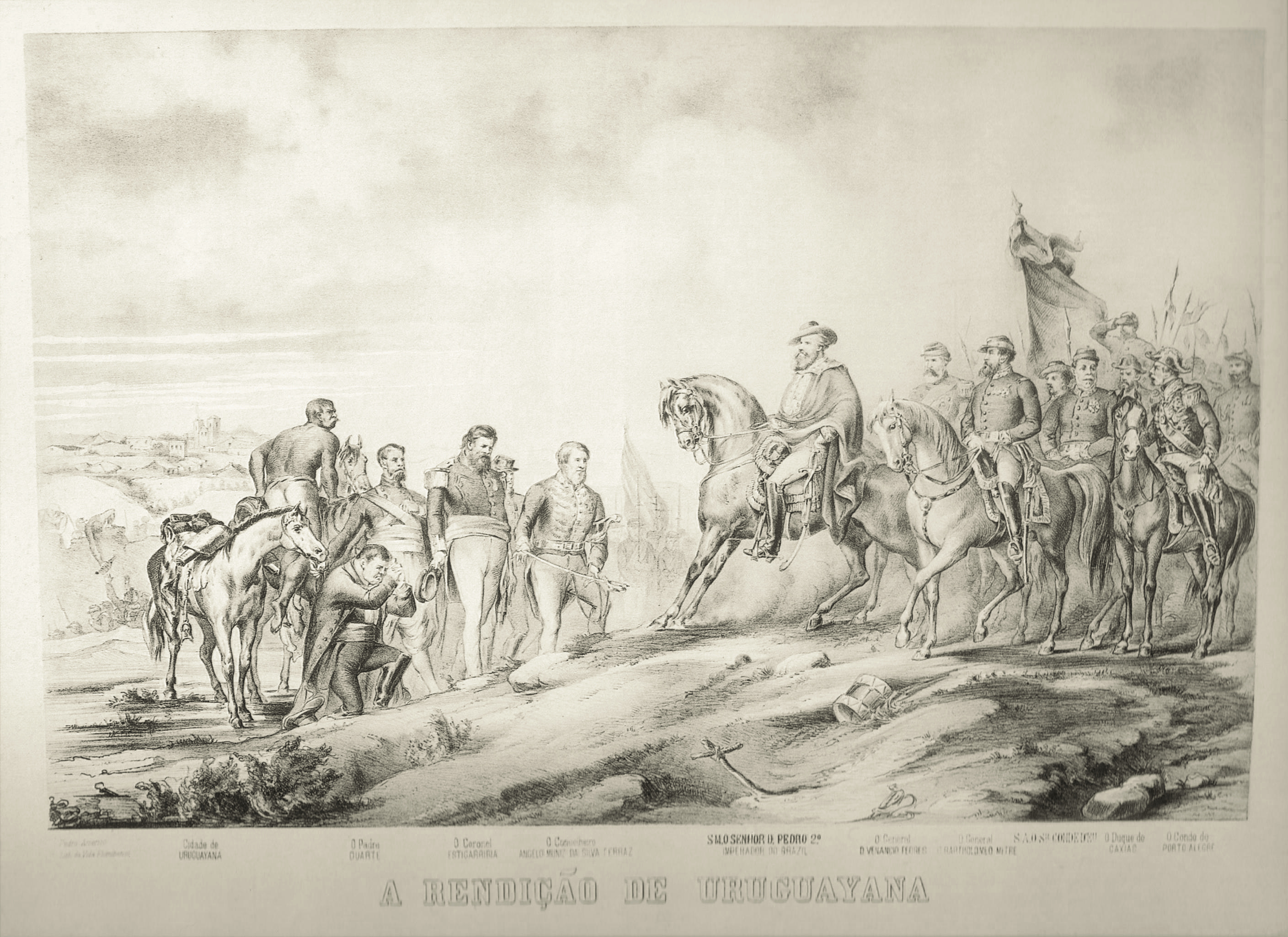
La rendición de Uruguayana.

Los días 5 y 7 de septiembre Estigarribia se entrevistó con líderes de los paraguayos en el exilio, Juan Francisco Decoud, Benigno Ferreira y Jaime Sosa. El 11 de septiembre se autorizó la salida de la población civil. El 18 de septiembre, mientras el ejército aliado tomaba posiciones para un asalto, Marqués de Souza le envió una intimación final que fue aceptada por Estigarribia sin más condición que los mandos superiores pudieran regresar al Paraguay o retirarse a donde desearan y que los soldados y oficiales orientales que formaban en sus filas no fueran entregados a Flores. Mientras muchos soldados paraguayos prisioneros fueron convertidos en esclavos en Brasil o incorporados a los ejércitos aliados, Estigarribia permaneció en Río de Janeiro el resto de sus días.

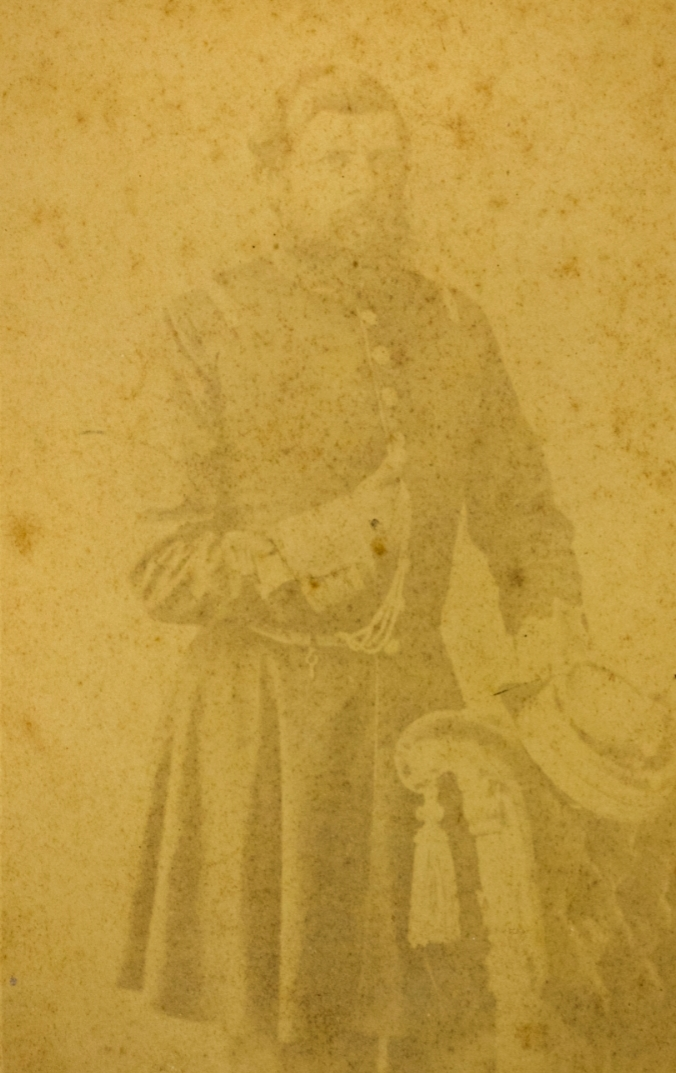
Antonio de la Cruz Estigarribia.

La noticia de «la vergonzosa noticia de la rendición de Uruguayana» fue recibida con furia por Solano López quien declaró que Estigarribia «responderá ante Dios y la Patria del único acto que con vergüenza registramos en la historia», criticando el abandono de las tropas de Yatay que permanecieron «sin el menor auxilio del cuerpo principal del mando del Teniente Coronel Estigarribia, únicamente separadas por el ancho del río, con tiempo y medios de pasajes»
Un testigo lo relata así: «Entre los comensales están … Antonio de la Cruz Estigarribia, de tez pálida y estampa insípida, aunque fino y guapo por sus rasgos fisonómicos».

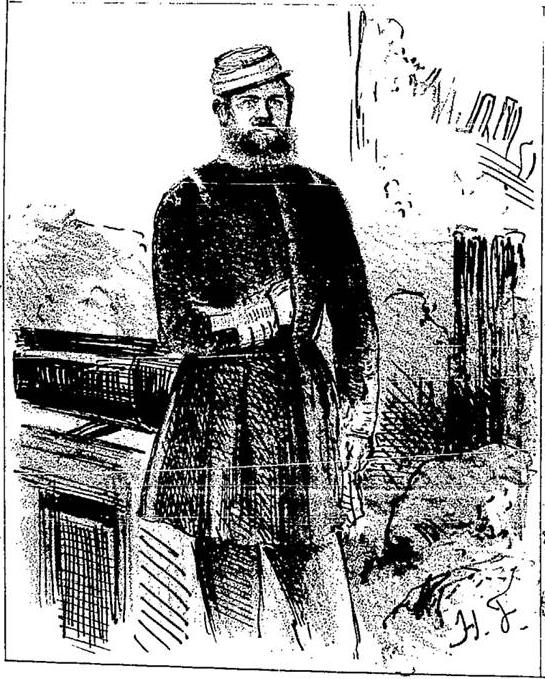
"Lacú" Estigarribia.